# Cases Barates (l'Hospitalet de Llobregat)
Les Cases Barates són un conjunt d'edificis modernistes a la Rambla de Just Oliveras 
de l'Hospitalet de Llobregat, catalogades com a bé cultural d'interès local.

## Història
Projectades per l'arquitecte municipal Ramon Puig i Gairalt, entre 1914 i 1915, són una obra de joventut, encara fortament marcada pel moviment secessionista de Viena. Gairalt va projectar una casa que fos accessible a tothom gràcies a la reducció de volums i a l'ús de materials de baix cost com el totxo en comptes de la pedra. En el seu origen eren tres, però la que feia cantonada va ser enderrocada.
En el Pla d'Eixample de 1926, Gairalt, va projectar 200 cases barates seguint un traçat de ciutat-jardí, com els jardins obrers per Pubilla Casas i la Florida, que desbordats per la immigració al seu punt més fort no va ser possible portar-los a terme.

## Descripció
Formen un conjunt de dues cases (en origen tres) de planta baixa, un pis i golfes. No són simètriques, sinó que, mantenint una mateixa estètica, cadascuna és diferent.
L'edifici de l'esquerra té un cos que sobresurt de dos plantes, a la planta baixa hi ha tres finestres allargades i al primer pis sobresurt una tribuna de tres cares. Aprofitant la separació entre el cos principal i el que sobresurt s'ha fet al primer pis un balcó amb la barana de maons i que a la planta baixa crea u petit porxo, davant de la porta principal, aguantat per una columna salomònica feta de maó. Té dues teulades, una per la casa i altre pel cos secundari, però totes dues són a dues vessants amb el carener perpendicular a la façana principal.
La casa de la dreta té a la planta baixa la porta d'entrada i una finestra doble a la dreta. Al primer pis hi ha una porta al centre, que dona pas a un petit balcó, i una finestra enganxada a cada banda. A les golfes hi ha una tribuna sustentada per arcs de maó que reposen sobre mènsules, també de maó.
Les dues cases estan arrebossades excepte alguns elements de maó com l'emmarcament de les obertures, la columna salomònica o el balcó de la casa de l'esquerra. També hi ha elements decoratius de ceràmica blanca i verda.